# Valparai
Valparai (originellement Poonachimalai) est une localité chef-lieu du taluk du même nom, située dans le district de Coimbatore au sud de l'Inde, dans l'État du Tamil Nadu. Initialement fondée comme bourg de plantations, Valparai est désormais aussi une station de montagne.

## Géographie
Valparai est située sur les Monts Anaimalai ou Anamala, Anaimalai Hills (en) en anglais, qui constituent un massif des Ghats occidentaux. La bourgade est placée à proximité de la frontière avec l'État du Kerala.
Les Monkey Falls (en) sont à 38 km, tout comme Malakkappara.

## Lieux
- Anamalai Tiger Reserve
- Aliyar Reservoir (en)

## Galerie

Lieux
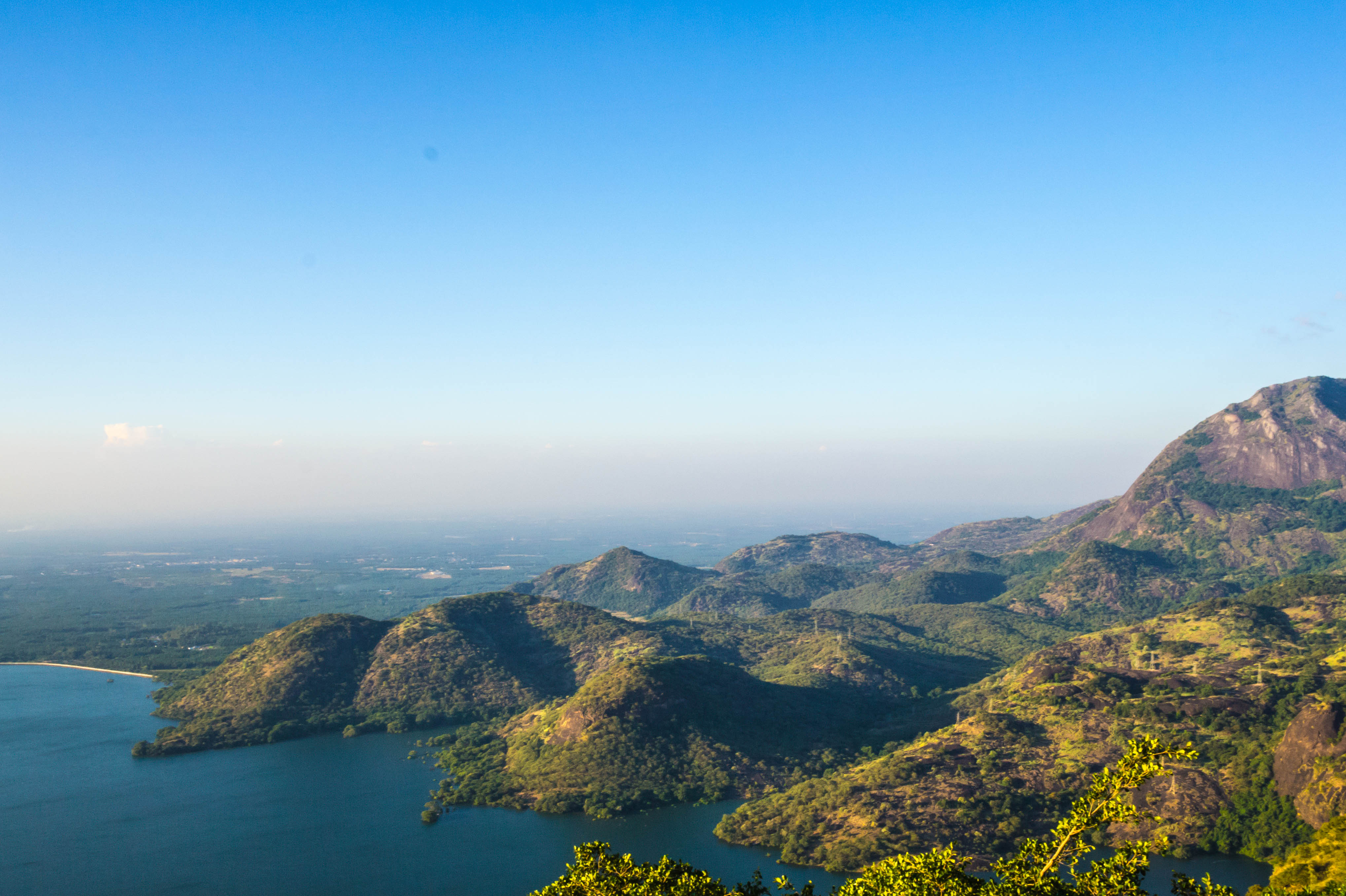
Le Aliyar Reservoir (en)
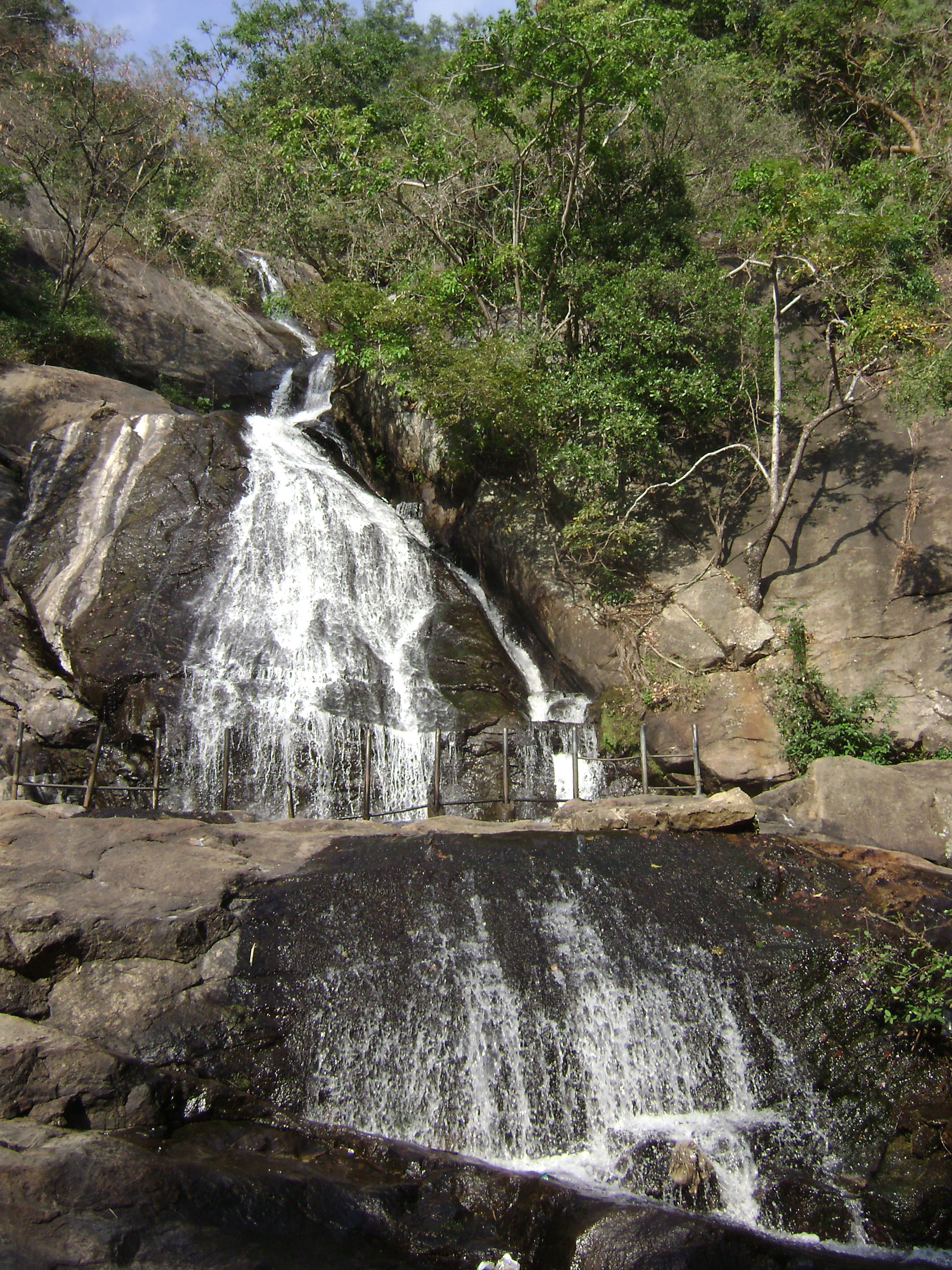
Les Monkey Falls (en)
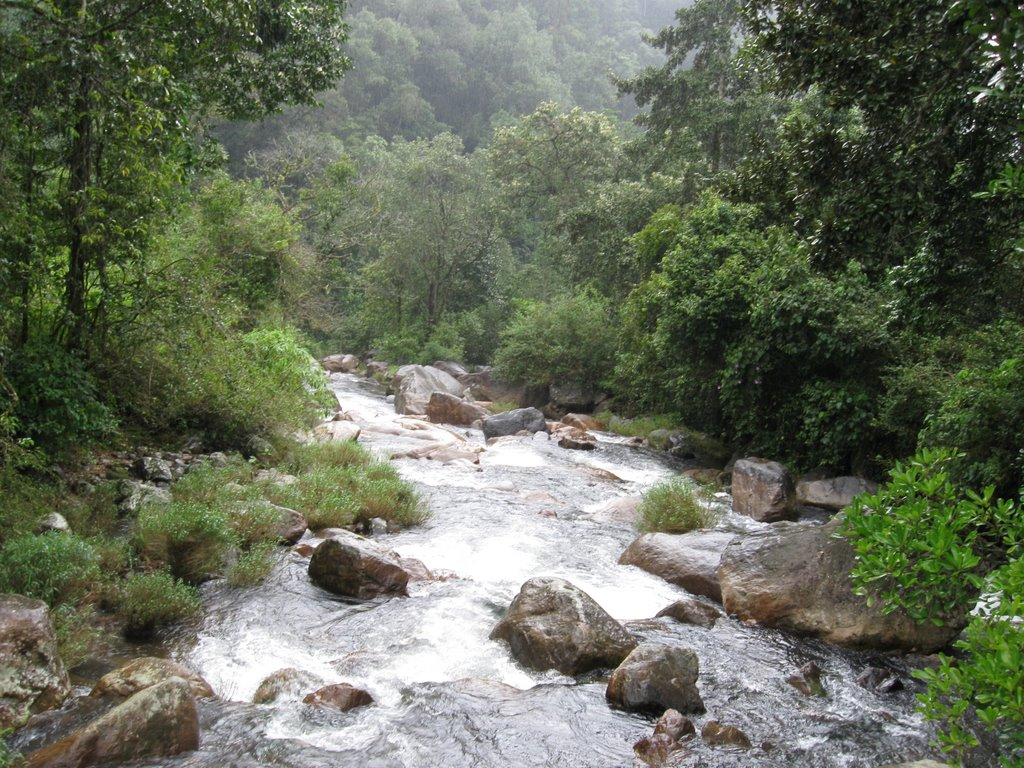
Les chutes Chinnakallar
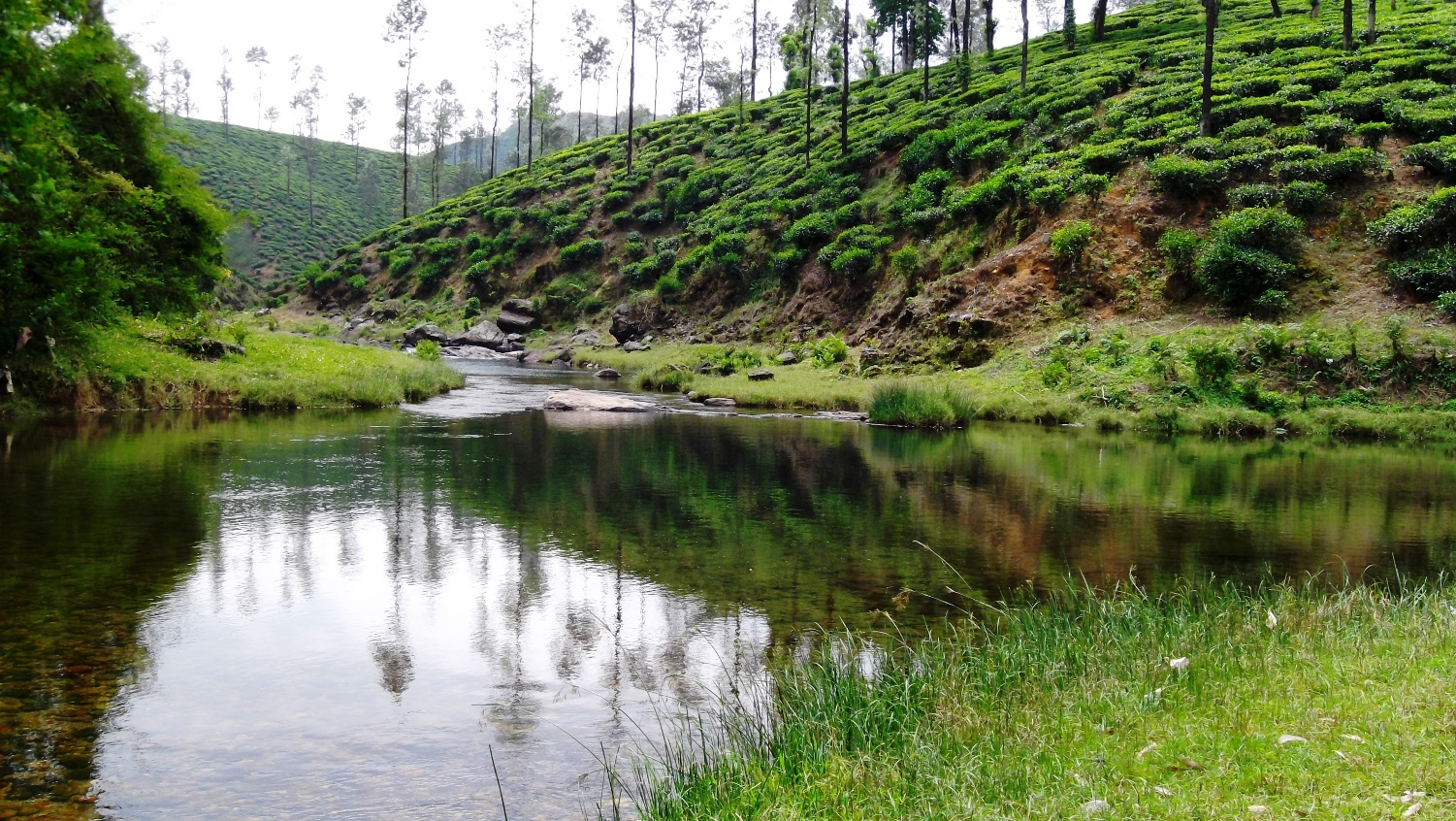
Une rivière
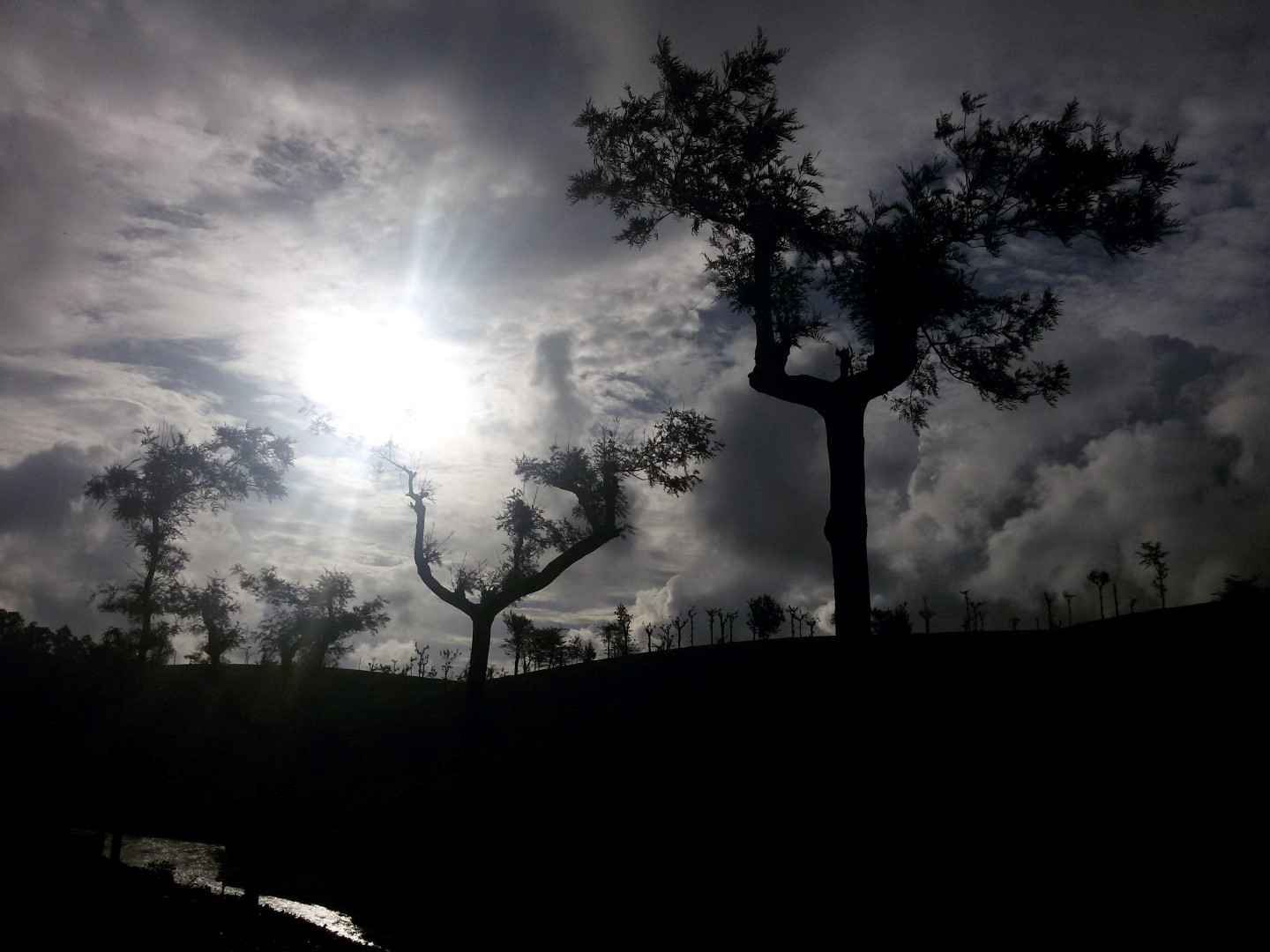

Les plantations de thé
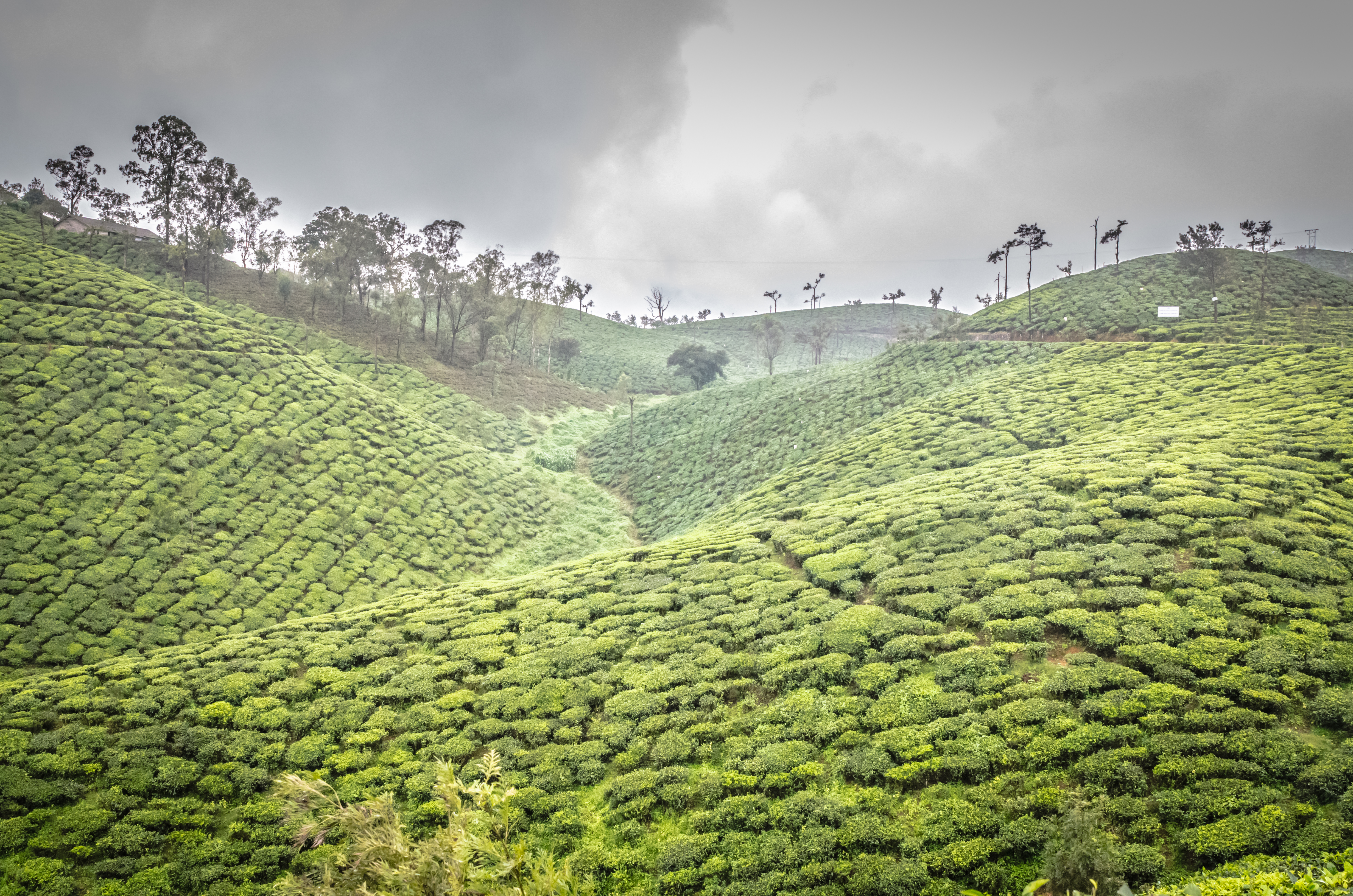
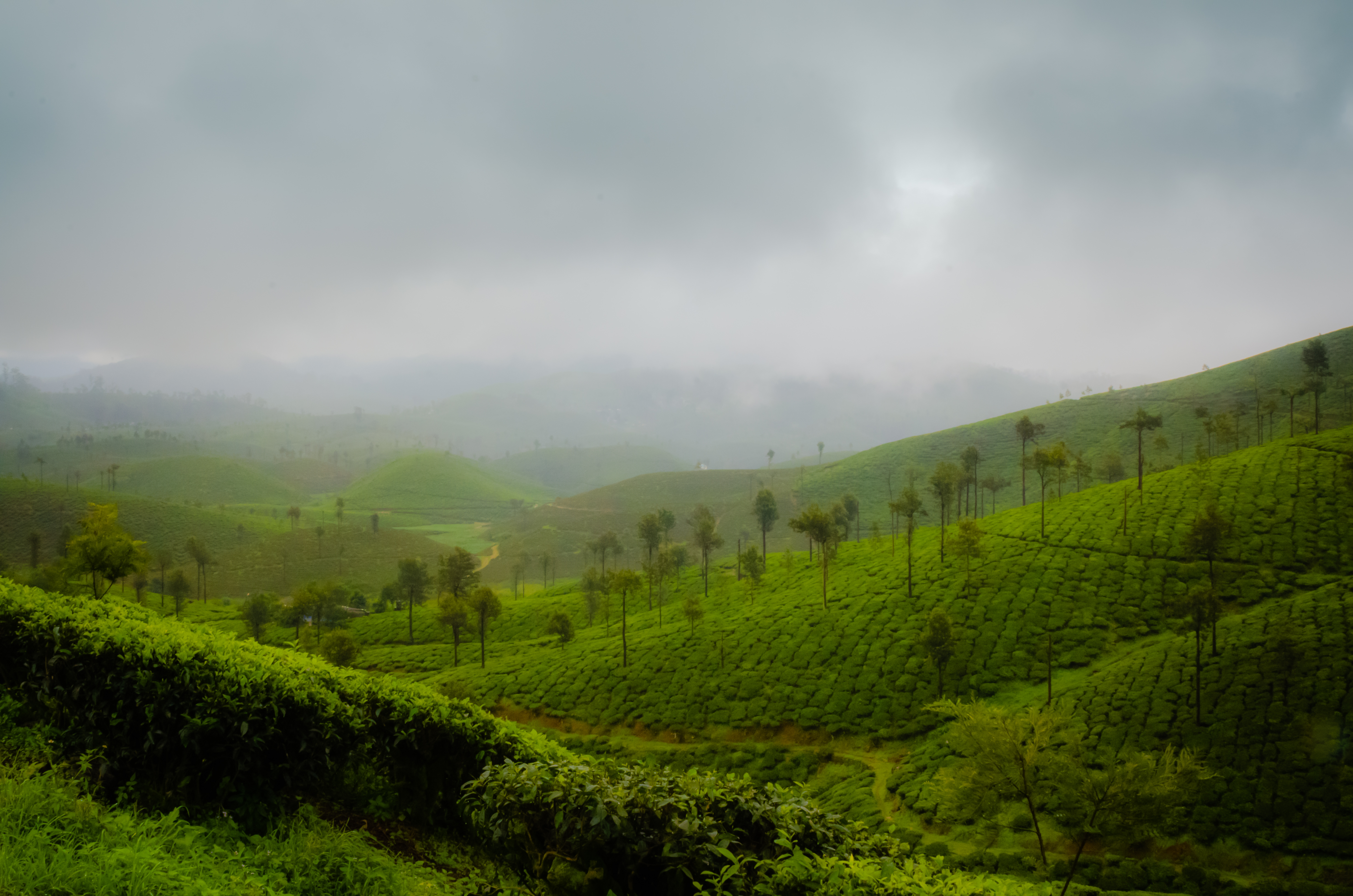
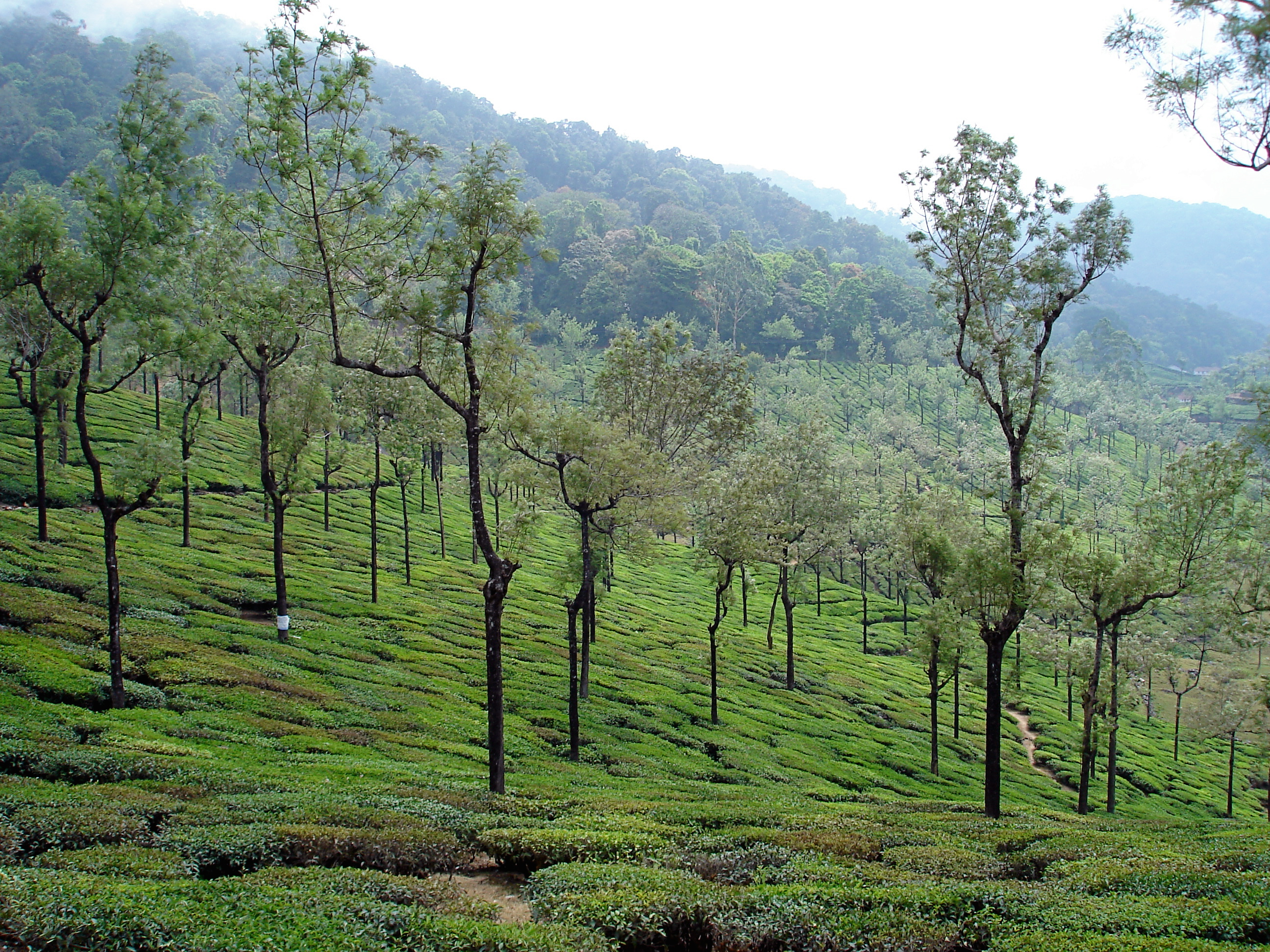
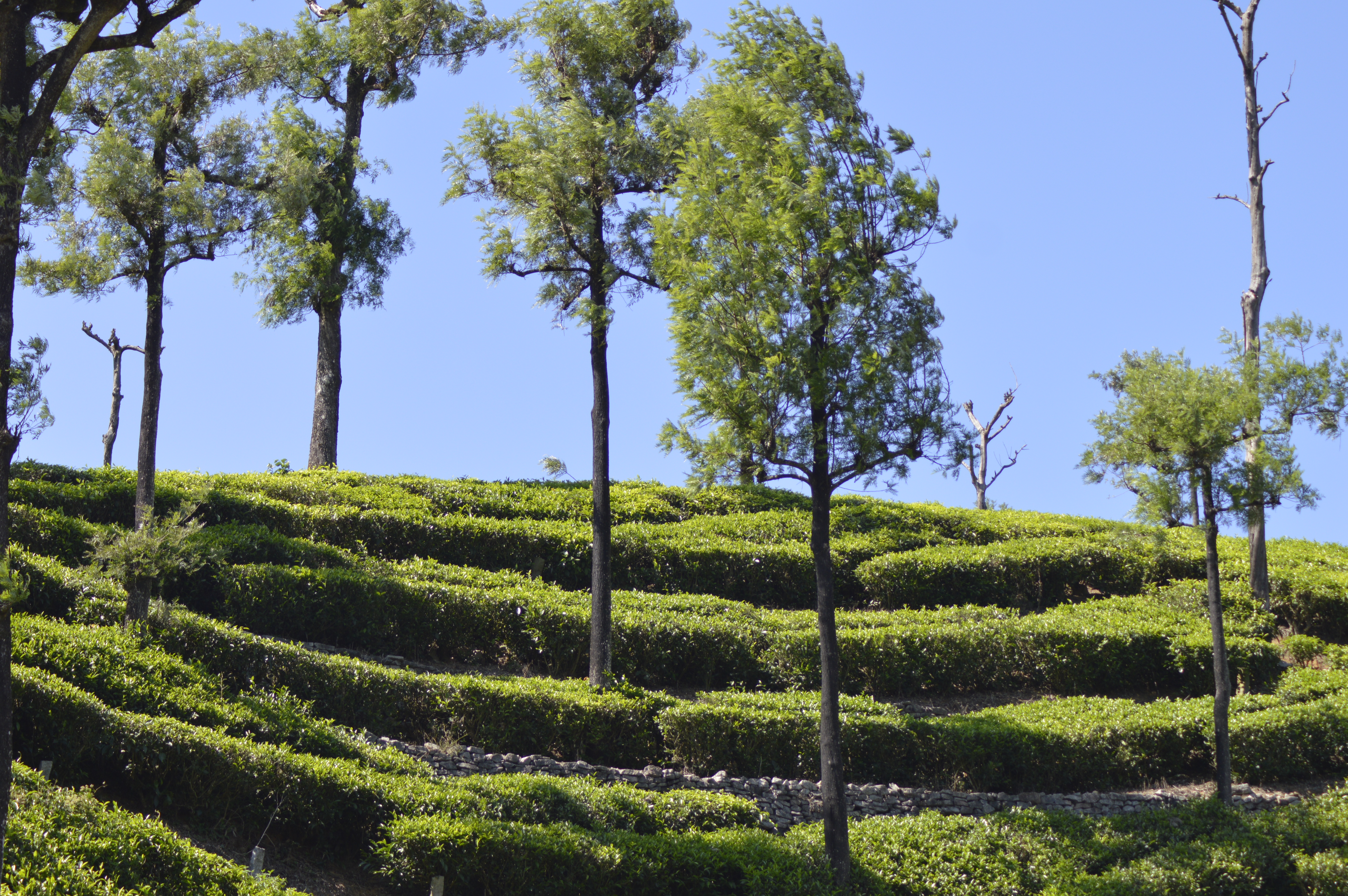
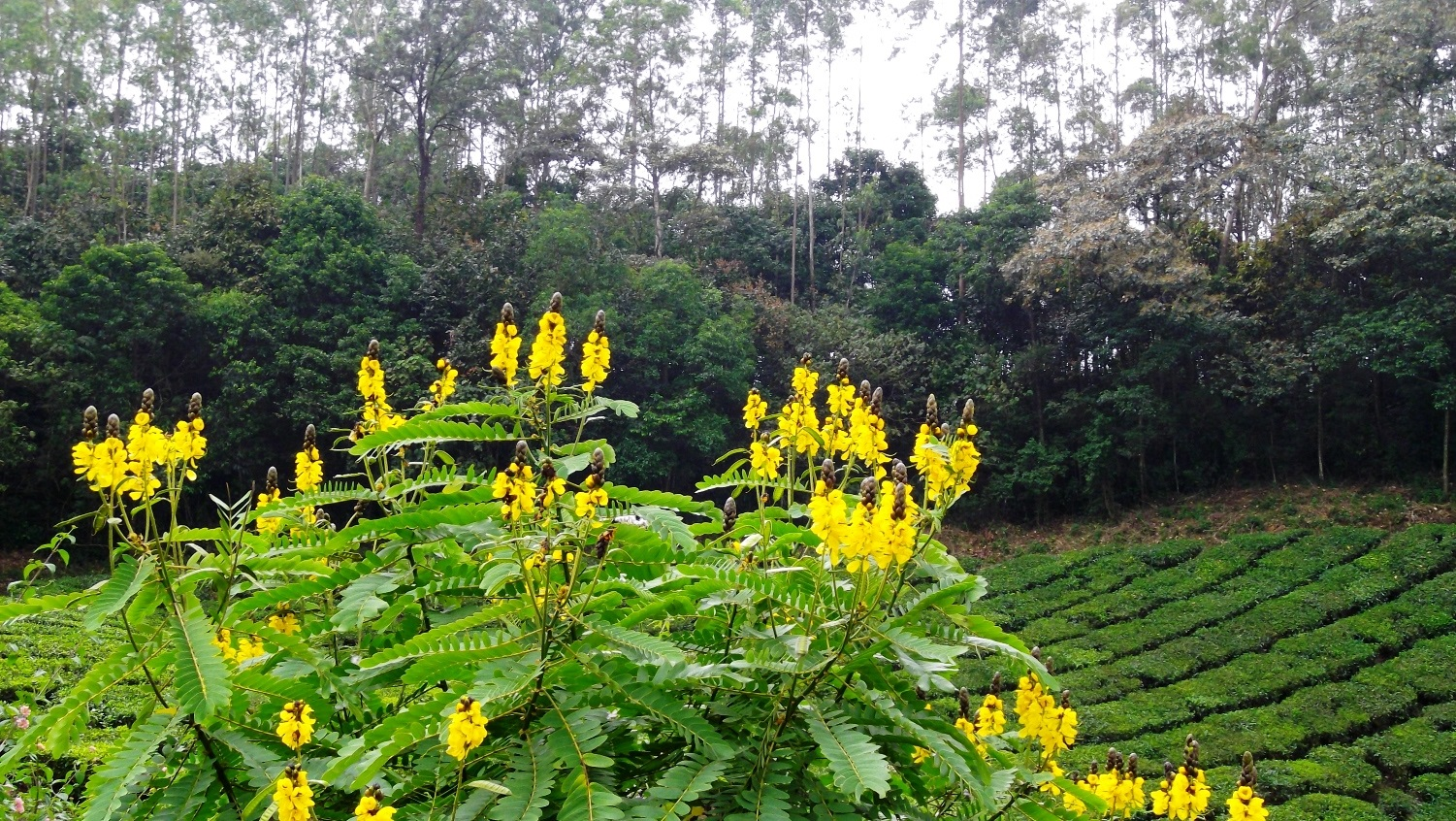

Faune
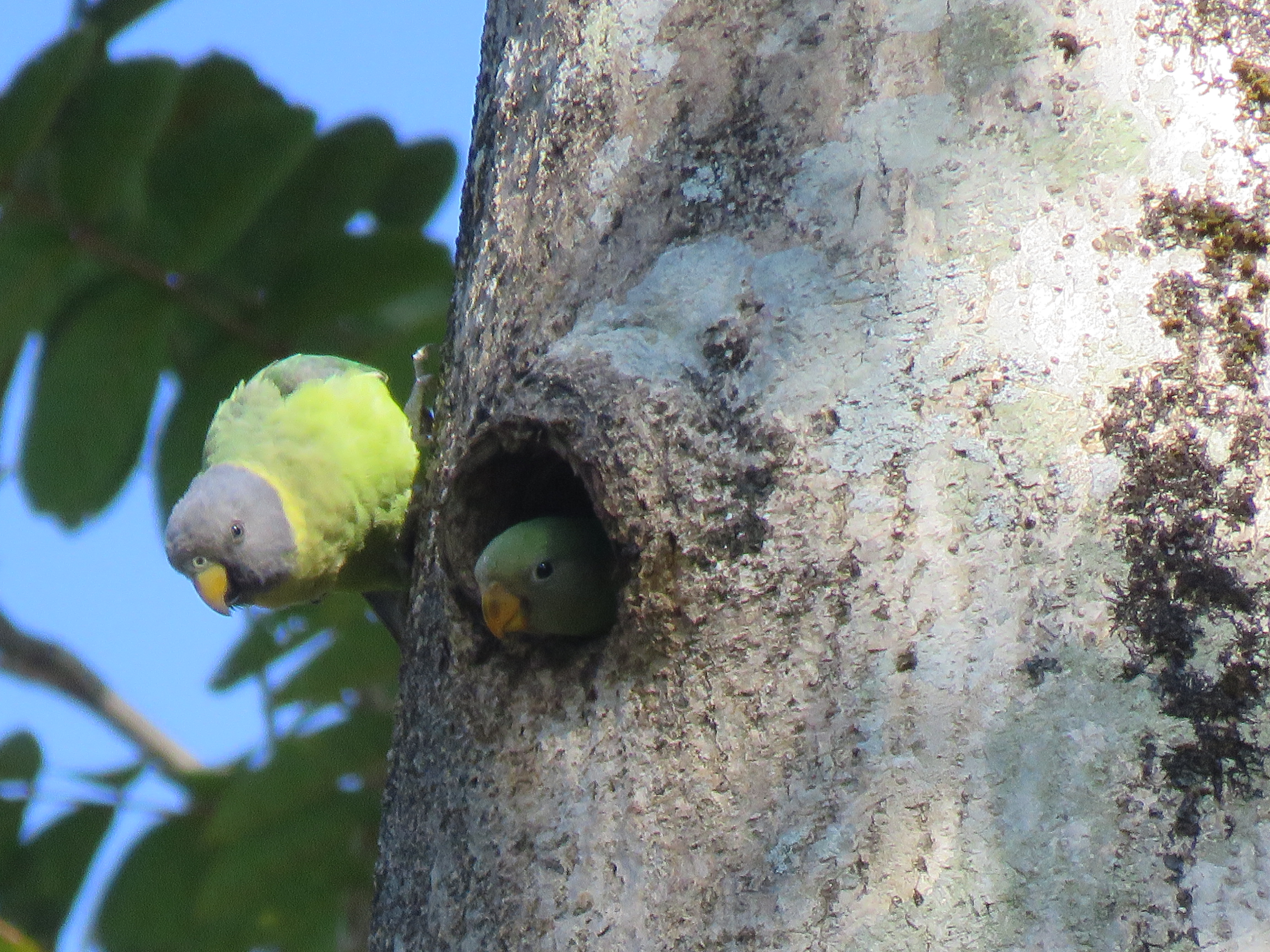
Perruches à tête prune femelles
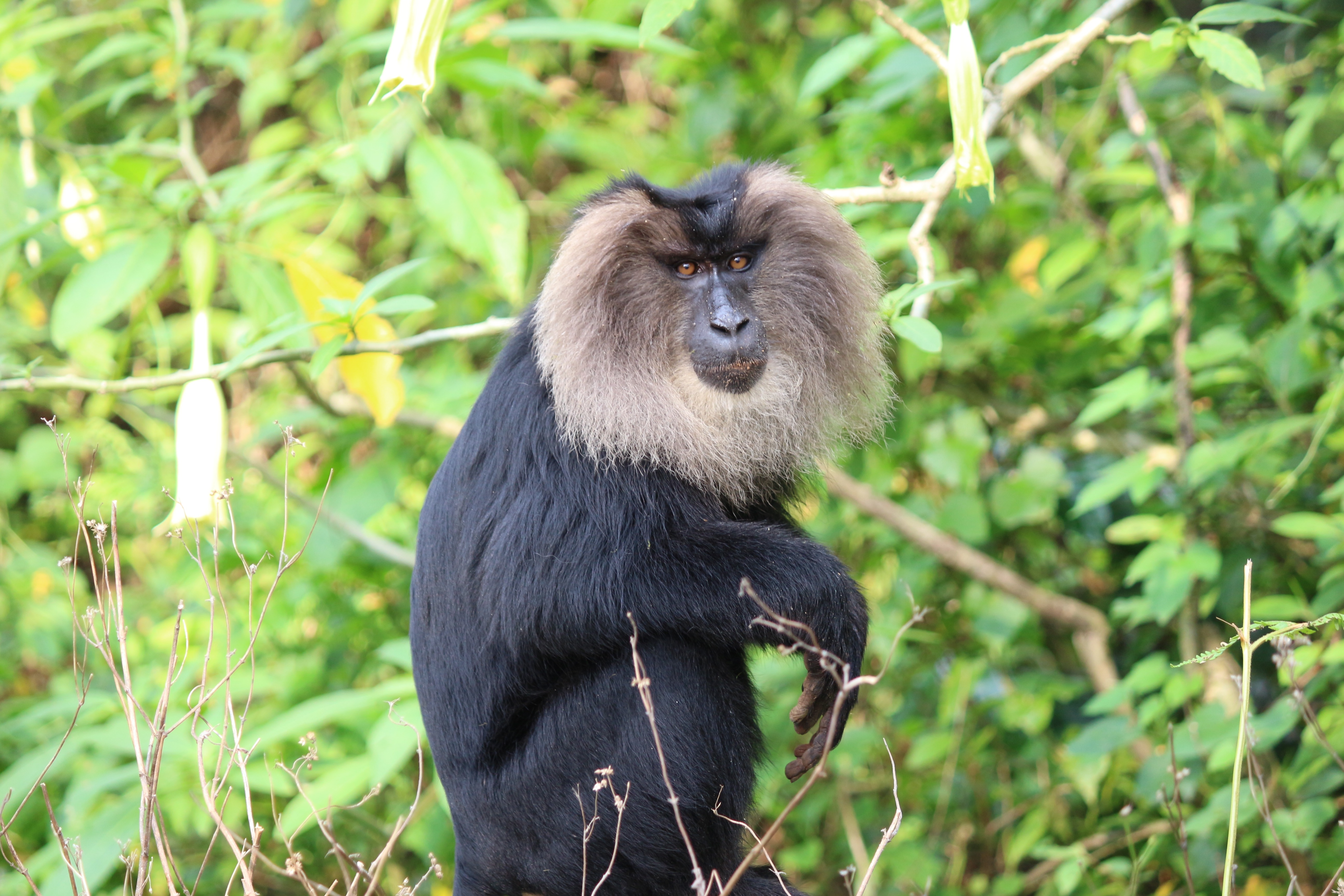
Macaque silène
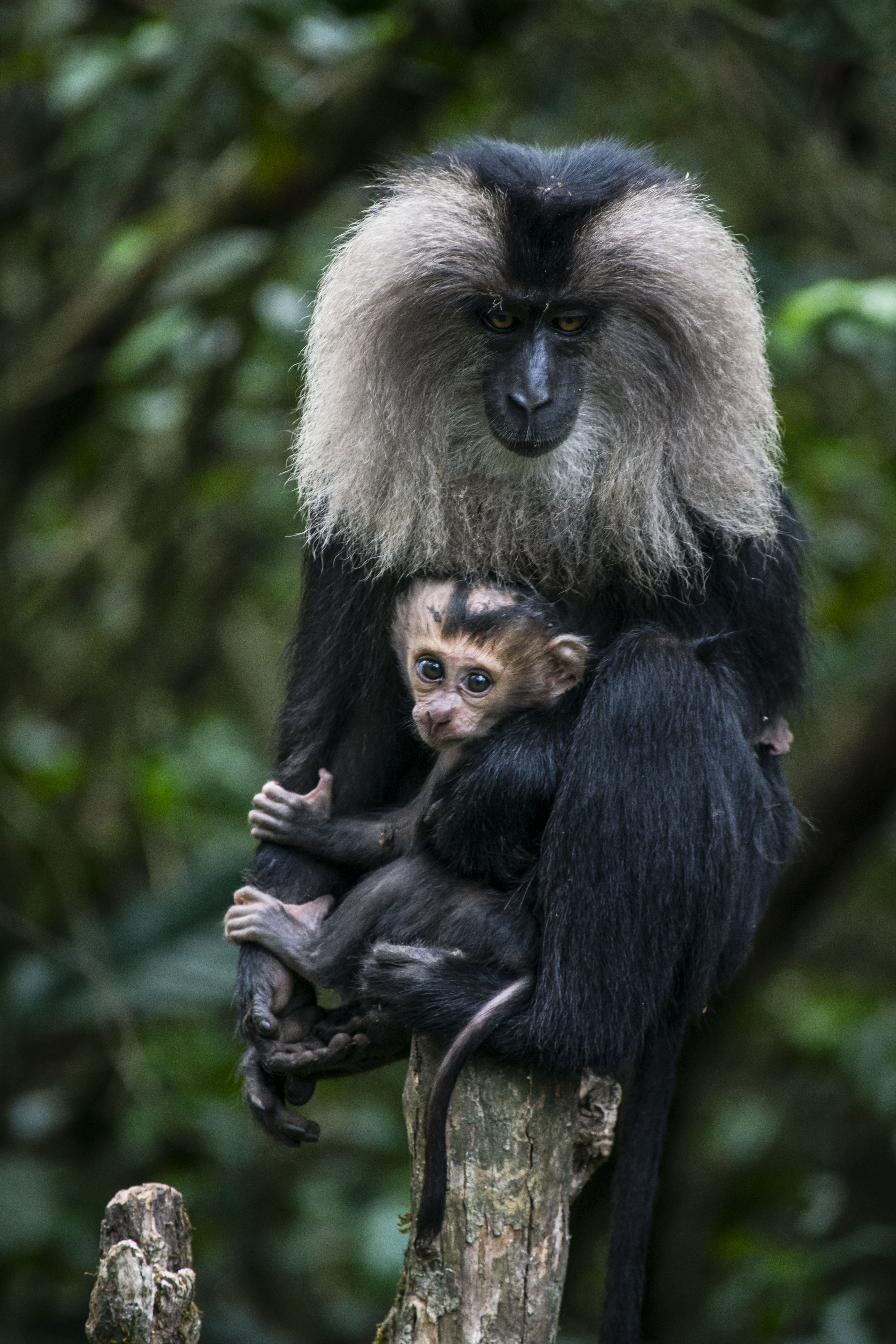
Macaque silène et son petit
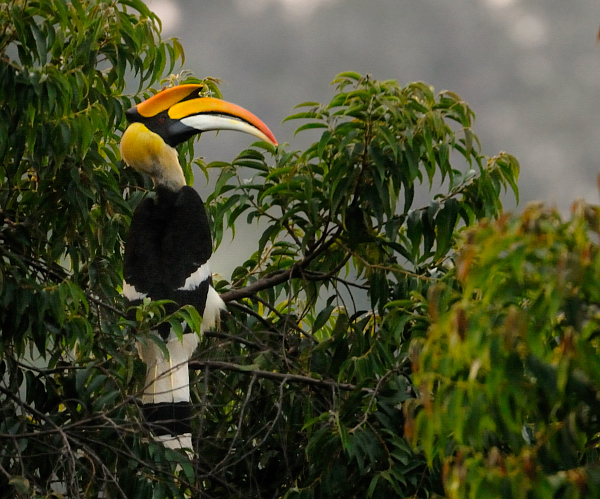
Calao bicorne
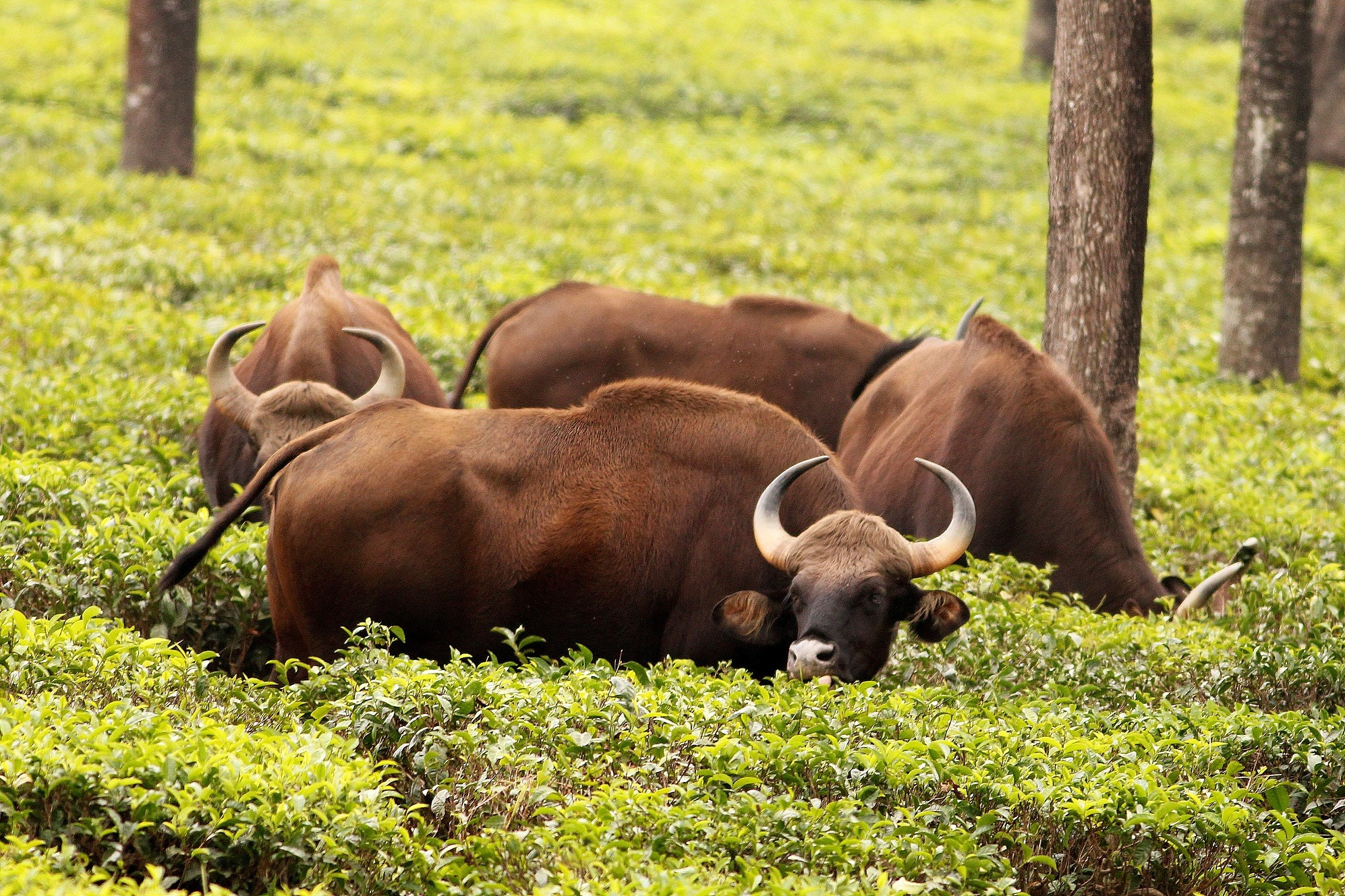
Gaurs